# Chegworth
Chegworth est un hameau du civil parish de Ulcombe dans le district de Maidstone dans le Kent. Le hameau se trouve le long des rues Chegworth Road, Chegworth Lane et Water Lane, et ne comporte plus que 20 logements, y compris l'historique moulin à eau Chegworth Mill sur la Rivière Len.

## Transport

### Chemin de fer
- Gare de Harrietsham

### Routes
- Autoroute M20
- Route A20